# Allmänna vägen
A Allmänna vägen (LITERALMENTE Rua Pública; PRONÚNCIA APROXIMADA almena-véguen)  é uma rua do bairro tradicional de Majorna na cidade de Gotemburgo, na Suécia.
Tem 745 m de extensão, começando na rua Karl Johansgatan/Stigbergstorget e terminando na mesma Karl Johansgatan/Igreja de Carl Johan.